# Ardrossan (Australien)
Ardrossan ist eine kleine Stadt auf der Yorke-Halbinsel (englisch Yorke Peninsula) im australischen Bundesstaat South Australia.
Die Stadt wurde Ende des 19. Jahrhunderts von Weizenbauern und Transporteuren gegründet, die die dazu nötige Infrastruktur benötigten, um ihre Waren per Schiff über den Gulf Saint Vincent nach Port Adelaide verschiffen zu können.
Benannt wurde die Stadt am 5. November 1873 von James Fergusson nach dem Seehafen Ardrossan in Schottland.

## Geschichte
Im Jahr 1878 wurde die erste Seebrücke gebaut, um Weizen auf Dampfschiffe und Windjammer verladen zu können.
Zwischen den Jahren 1880 und 1935 erlangte der Ort eine gewisse Bekanntheit, da dort die Clarence Smith's factory den Stump-jump-Pflug herstellte, eine der ersten und wichtigsten Erfindungen in Süd-Australien.
In den frühen 1900er Jahren nahm die Bevölkerung durch Zuwanderung umliegender Bauern stark zu.
Während der Depression in den 1930er Jahren stagnierte die Wirtschaft im Ort fast komplett, bis 1950 eine große Dolomit-Mine der BHP Group eröffnet wurde. Das Gestein wird in Whyalla auf der Eyre-Halbinsel und in Port Kembla als Zusatzstoff bei der Stahlproduktion eingesetzt. Hierfür wurde eine neue, einen Kilometer lange Seebrücke gebaut, an der Schiffe mit Getreide, Dolomit und Salz aus der 10 Kilometer nördlich liegenden Saline in Price beladen werden können. Zu dieser Zeit wurden dort auch große Getreidesilos errichtet.

## Tourismus
Heute ist der Tourismus der Hauptwirtschaftsfaktor in dem kleinen Ort. Die Stadt wurde zum beliebten Wochenend-Ausflugsziel für die Einwohner von Adelaide.
Etwa 15 Kilometer vor der Küste liegt das historische Schiffswrack Zanoni, das sehr beliebt bei Tauchern ist. Das Schiff sank am 11. Februar 1867 und wurde erst 126 Jahre später am 17. April 1983 entdeckt. Es ist eines der besterhaltenen versunkenen Segelschiffe in Australien.

## Bilder

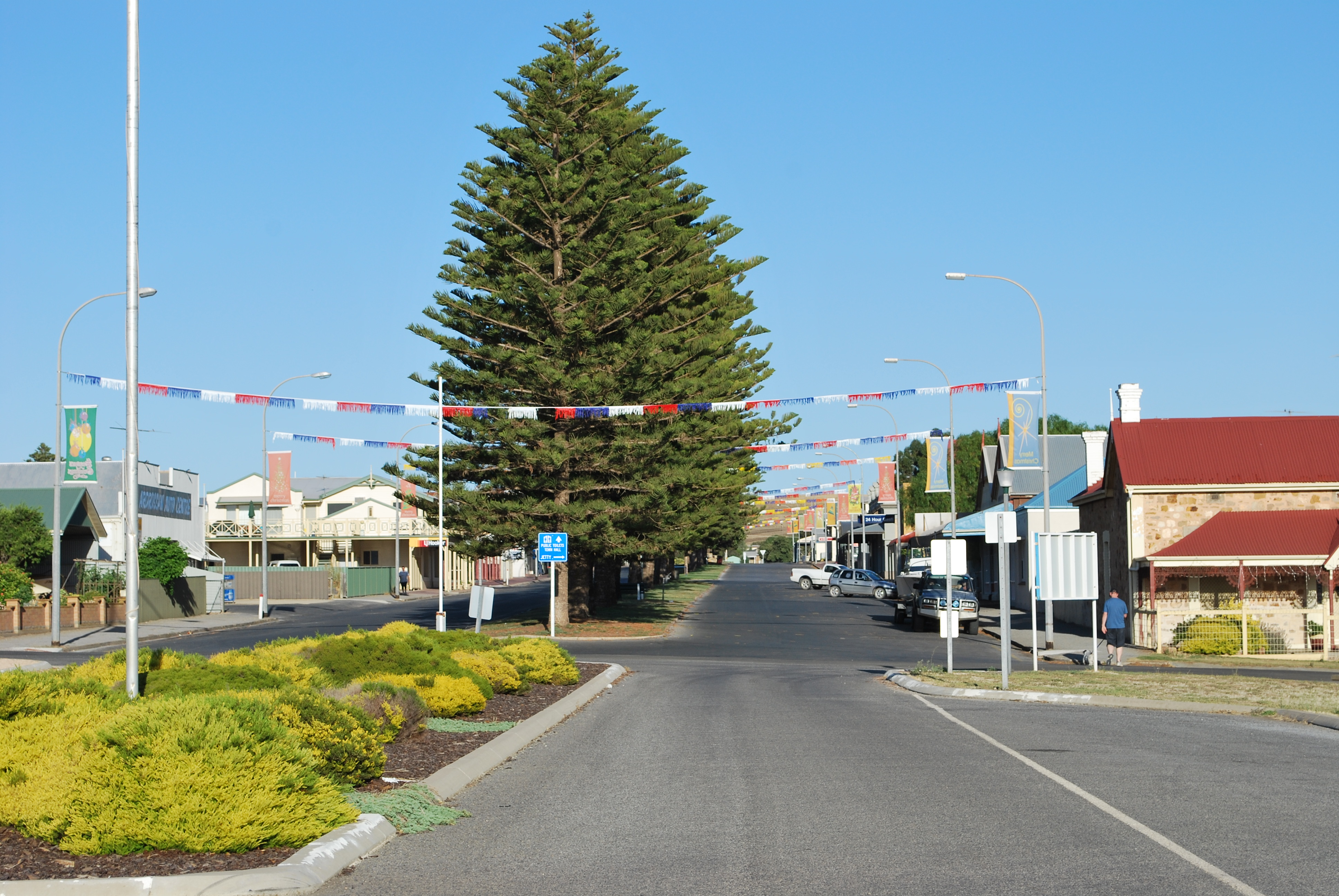
„First Street“
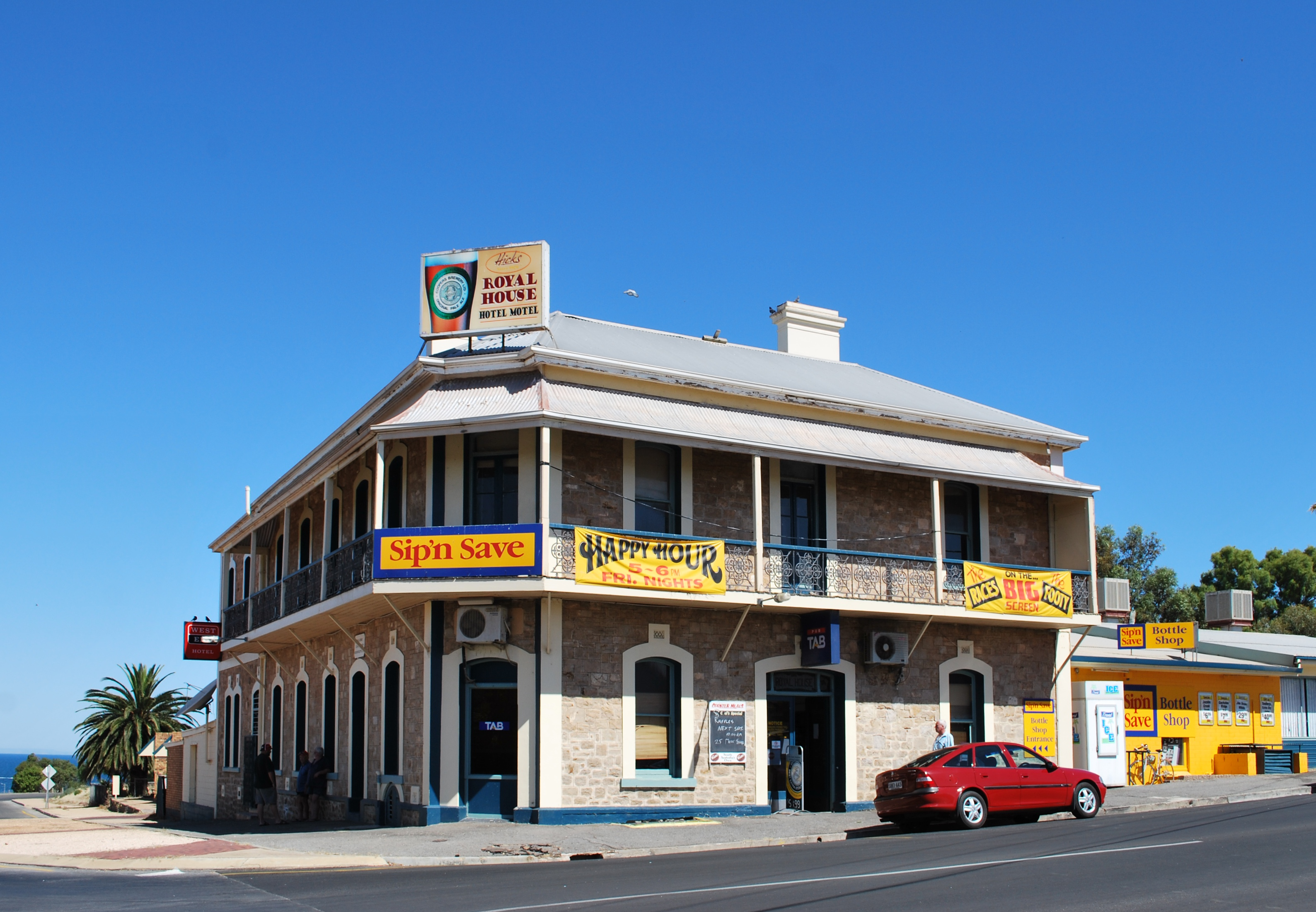
Royal House Hotel
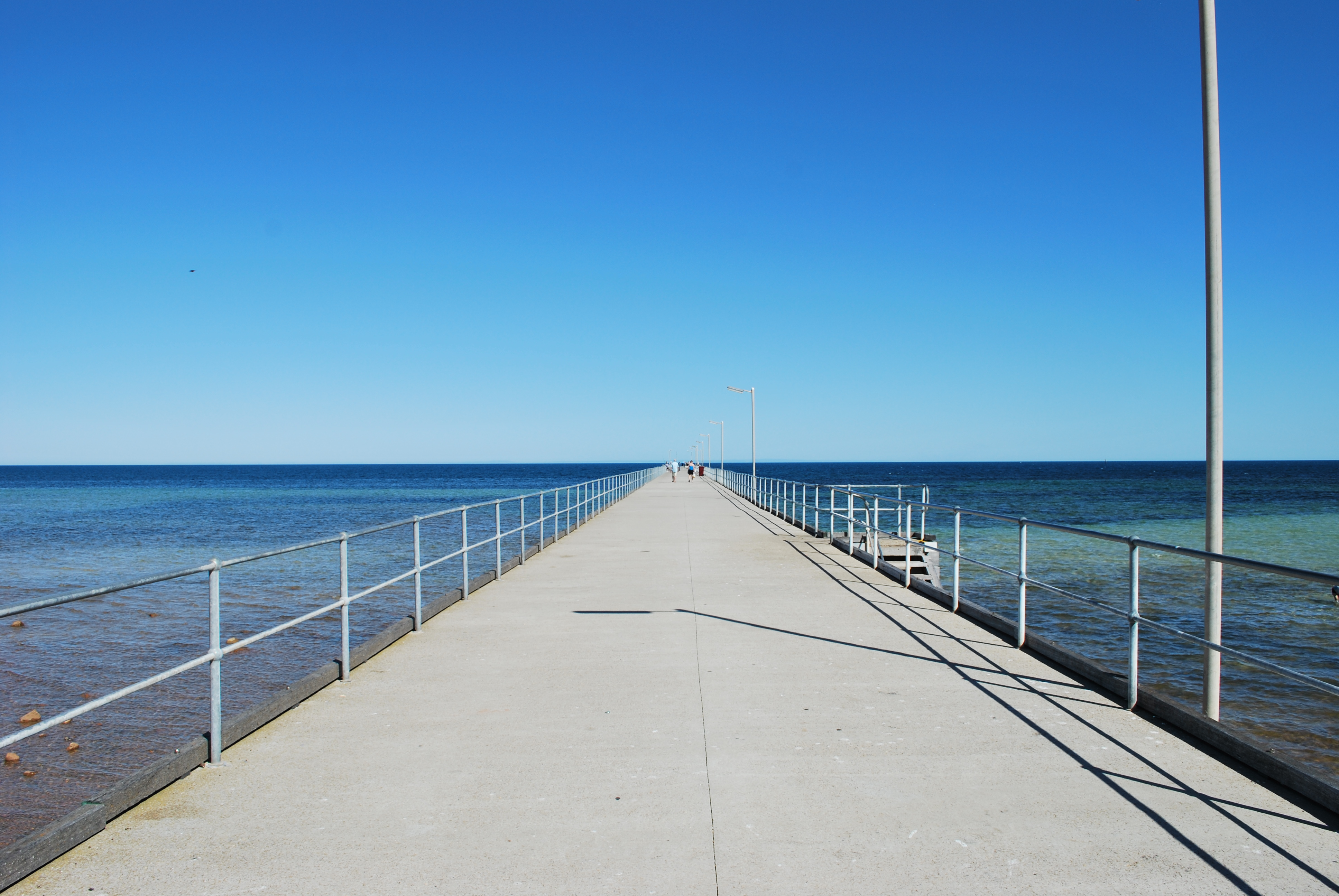
Steg